# Zdravko Ćosić
Zdravko Ćosić (Slavonski Kobaš, 15. prosinca 1941. – Slavonski Kobaš, 23. veljače 2006.), hrvatski slikar. Diplomirao na Akademiji likovnih umjetnosti u Zagrebu 1965. godine u klasi prof. Vjekoslava Paraća. Ekspresivnim izrazom i koloritom, u akvarelu i ulju, slikao je portrete, interijere i pejzaže, poglavito okolicu Slavonskoga Kobaša (Portret moje bake; Stara kovačnica; Suton nad vodama; Zima u Kobašu; Orljava).

## Životopis
Otac Josip bio je po zanimanju trgovac, a majka Darinka rođ. Vuković, domaćica. Osnovnu školu pohađao je u Slavonskom Kobašu osim petog razreda, kojeg je završio u Slavonskom Brodu. Od rane mladosti Zdravko je uronjen u slavonski pejzaž, u njegove tajne skrivene u savskim rukavcima, u strujanje života, boja i mijena, od jutarnjih izmaglica do večernjih odbljesaka sunca iznad natopljenih oranica, dvorišta, blatnih šorova i šikara. U četrnaestoj godini stvara svoje prve slike: „Pogled iz Bosne na Kobaš”, „Motajica”, „Pejzaž s kućom”, „Požar u noći”... Mjesečnik školske mladeži „Polet” iz Zagreba objavljuje mu 1958. godine šest crteža. Poslije završetka prvog razreda Gimnazije u Slavonskom Brodu napušta školu, da bi se potpuno posvetio slikanju. U rujnu 1960. godine „Brodski list” ukazuje na njegov neosporni talent – napisom „Mladi umjetnik koji mnogo obećava”. Godine 1961. izvanredno polaže preostala tri razreda gimnazije kao i prijamni ispit na Akademiji likovnih umjetnosti u Zagrebu. Za profesore ima izvrsne pedagoge i slikare. Predavači su mu: Omer Mujadžić, Ljubo Ivančić, Ferdinand Kulmer, Ivo Režek, Vjekoslav Parać... U klasi s njim su: Ivo Friščić, Rudolf Labaš, Josip Škerlj, Lukša Peko, Ratko Janjić... U travnju 1968. godine u zagrebačkom salonu „ULUH” prvi put samostalno izlaže 35 ulja i 14 akvarela. Izbor radova izvršio je Matko Peić, a izložbu otvorio Ivo Režek. Izlagao je na više od stotinu samostalnih i skupnih izložaba u zemlji i inozemstvu. Sudjeluje s doniranim djelima na aukcijama za gradnju Nacionalne i sveučilišne biblioteke u Zagrebu (1986.), za obnovu sakralnih spomenika Slavonije i Baranje (1990.), za pomoć žrtvama rata u Hrvatskoj – “Prijatelji Dubrovnika” (1992.), za obnovu Hrvatskoga narodnog kazališta u Osijeku (1994.). Spomen-muzeju biskupa Josipa Jurja Strossmayera u Đakovu donirao je 1996. godine svojih 120 ulja na platnu, akvarela i crteža. Grafički zavod Hrvatske tiskao je 1980. godine monografiju o radu i životu Zdravka Ćosića. Autor monografije je likovni kritičar Josip Škunca, a predgovor je napisao Oto Švajcer. Godine 1997. Županija brodsko-posavska tiska mu monografiju u kojoj su poznate osobe iz kulturnog i javnog života Hrvatske i svijeta izrekle, svaka na svoj način, svoje udivljenje slikarstvom Zdravka Ćosića, no riječi profesora povijesti umjetnosti, likovnog kritičara i književnika Matka Peića sublimiraju ono najvažnije o ovome duboko proživljenom slikarstvu: „Zatvoren u čudan pejzaž mulja, blata, sivih neba, stvorio je slikarstvo koje će, zacijelo, predstavljati jednu od najboljih, drugi put kažem najboljih, interpretacija onoga crnoga, grubog, elementarnog, animalnog muškog tona slavonskog pejzaža kakav dosad uopće nismo poznavali”. U stalnom propitivanju svoga trajanja i slikarskoga postojanja, odbljescima svjetlosti u zrcalnom krajoliku svoje rudne grude, nataloženim mislima u dubini krhke duše, znao je reći: „Osjećaj stvaranja – uvijek je novo rađanje, neopisivo i lijepo”. Kada su ga u jednom izvrsnom intervjuu upitali: „Gdje su vaše slike? Da li je bolje da su na zidovima stanova ili u muzejima?”, odgovorio je sljedeće: „Nalaze se gotovo na svim kontinentima. Naslikao sam ih puno više od dvije tisuće. Ne osjećam žalost što ih ne mogu pogledati. Moje slike žive samo ako se nalaze u očima ljudi, ma gdje bile”. Njegova su djela izuzetan i nezaobilazan doprinos suvremenoj hrvatskoj likovnoj umjetnosti, te ga svrstavaju među najveće hrvatske pejzažiste druge polovice 20. stoljeća. Dobitnik je odlikovanja Republike Hrvatske Red Danice hrvatske s likom Marka Marulića (1996.). Posljednju veliku samostalnu izložbu pod nazivom “Zdravko Ćosić: Slikarska elegija Slavonije” imao je 2002. godine u Izložbenom prostoru Porezne uprave u Zagrebu, kao malu retrospektivu svoga slikarskoga opusa. 
Na prvoj posmrtnoj izložbi naziva „Jesenji hommage” održanoj u Slavonskom Brodu u Galeriji Ružić 2006. godine bilo je izloženo 20-ak ulja na platnu iz privatnih zbirki. Povodom desete obljetnice smrti Zdravka Ćosića, slavonskobrodska Galerija umjetnina u izložbenom je salonu Vladimir Becić 2016. godine predstavila izabrane radove iz fundusa Spomen-muzeja biskupa Josipa Jurja Strossmayera. Spomen-muzej također je, sukladno Ćosićevoj želji, i u suradnji s kulturnim ustanovama Đakovštine, u studenom 2021. u Budimpešti organizirao izložbu „Panonske perspektive”, a u kolovozu 2022. u Đakovu izložbu „Mediteranski motivi panonskog slikara”. Izložbom „Zdravko Ćosić – između dva svijeta” u Muzeju Brodskog Posavlja u Slavonskom Brodu u veljači 2022. godine, koja je obuhvatila izabrana djela iz privatnih zbirki Brodsko-posavske županije, obilježena je osamdesetogodišnjica slikarevog rođenja. U osječkoj Knjižari Nova potkraj 2023. godine održana je izložba „Krajolici kroz desetljeća” na kojoj su po prvi puta izloženi Ćosićevi akvareli i izabrana ulja na platnu iz Zbirke Prka. KUD „Matija Gubec” iz Slavonskog Kobaša u spomen na svog zavičajnika kontinuirano organizira program „Sjećanje na akademskog slikara Zdravka Ćosića”.